# Włodzimierz Tetmajer
Włodzimierz Tetmajer (Harklowa, 31 de dezembro de 1861 - Cracóvia, 26 de dezembro de 1923) foi um pintor, poeta, jornalista e político polonês. É considerado um dos principais representantes do movimento da Polônia Jovem.